# يان جيليزني

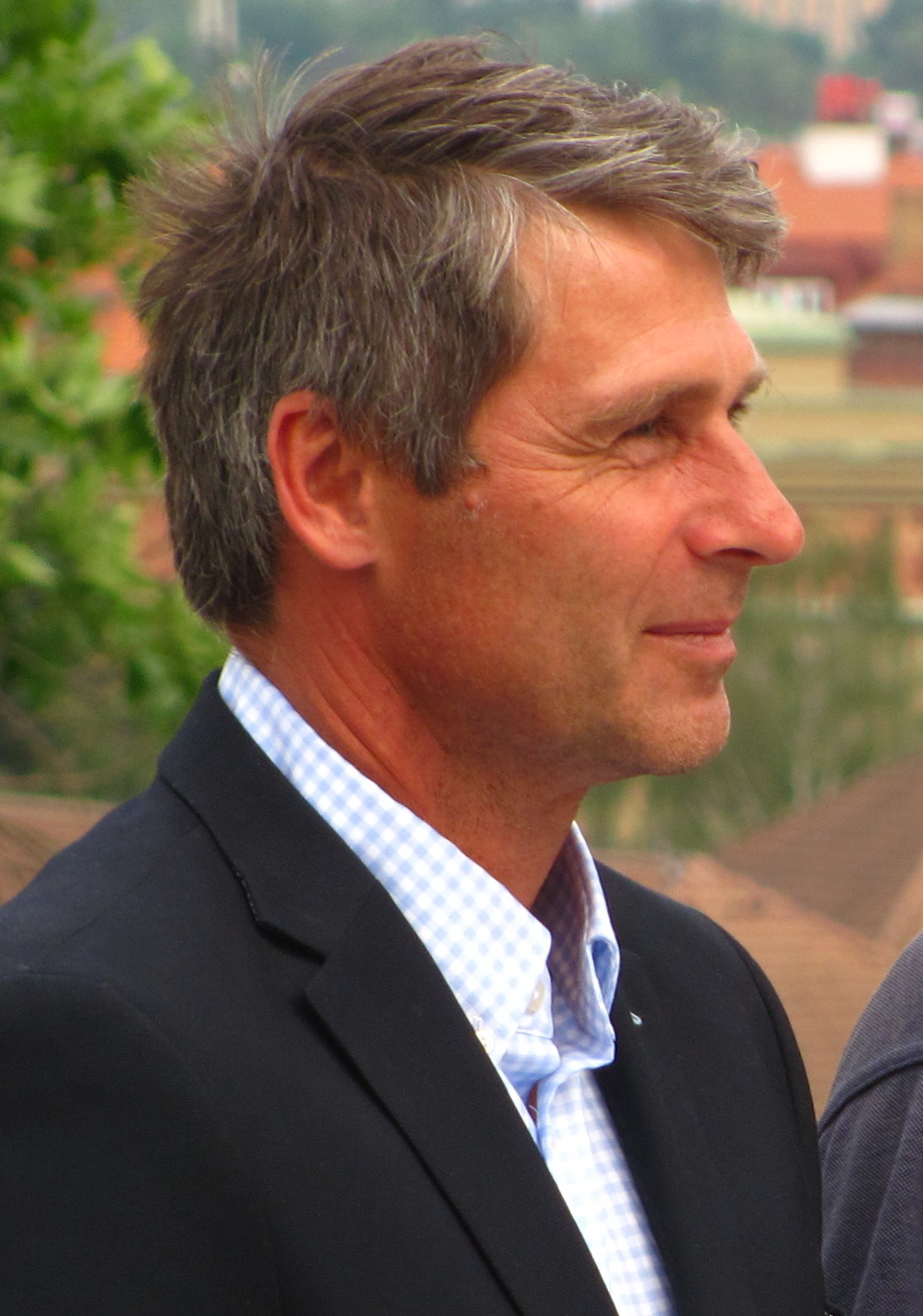
يان جيليزني.

يان جيليزني (Jan Železný) هو لاعب أولمبي لرياضة ألعاب القوى من التشيك. شارك في الأولمبياد الصيفي في 1988–2000، وفاز بما مجموعه 4 ميداليات.

## الميداليات
| ذهب | فضة | برونز | المجموع |
| 3   | 1   | 0     | 4       |